# Paula Toller
Paula Toller (nacida el 23 de agosto de 1962) es una cantante brasileña y compositora. Toller es más conocida como la cantante líder de Kid Abelha. En 1998, lanzó su auto-titulado primer álbum como solista, el cual fue muy bien recibido. Su segundo álbum de solista, titulado SóNós, fue lanzado en 2007.

## Biografía
Paula Toller nació el 23 de agosto de 1962, en Río de Janeiro. Creció en Copacabana, un barrio tradicional de Río de Janeiro. Paula estudió ballet e inglés.
Paula fue criada por sus abuelos paternales, Paulo y Renée. Paulo era un cirujano retirado, historiador, autor, buzo, exasesor presidencial de Brasil, y asesor principal político del anterior gobierno del Estado de Guanabara. Renée era una ama de casa y gerente de una pensión para mujeres ancianas.
En su infancia y adolescencia, la música predominante en su casa era la de Bach, Mozart, Beethoven, y Chopin, entre otros intérpretes clásicos. En el lado más moderno, ella también escuchaba la música de Carmen Miranda, Elis Regina y Los Beatles. En la escuela, Paula tomó clases de ballet y de inglés y tenía la intención de convertirse en profesora de inglés.
A los 17 años, empezó a tomar cursos de Diseño Industrial y Comunicación Visual en la Pontifícia Universidad Católica de Río de Janeiro (PUC) y empezó estudiar francés. Conjuntamente con su trabajo de curso, ella realizó una pasantía en una oficina de programación visual donde pondría en práctica las cosas que aprendió en la escuela. Mientras tanto, dispondría de trabajos secundarios para complementar su pequeño salario. Estos trabajos incluían la traducción de libros y trabajos a largo plazo para sus compañeros, asumiendo la posición de secretaria en su estudio de baile durante las vacaciones y revisaba los libros de su abuelo. En la habitación de su hermano, escuchó por primera vez a James Brown y Tim Maia.
Los primeros discos que compró fueron las bandas sonoras de su telenovelas favoritos (qué incluían canciones de Stevie Maravilla, Marcos Valle, y the Jackson Five). Después de que esto, se interesó en Janis Joplin y Rita Lee. A menudo iba a pequeñas fiestas llamadas "Arrastas" donde pondrían canciones de artistas como Led Zeppelin, Pink Floyd, Billy Paul, Michael Jackson. Una vez en la universidad, se volvió adicta a escuchar la radio.
En 1982, ya estaba cantando en el grupo Kid Abelha, y dos años más tarde, dejó la escuela justo antes de graduarse. En ese mismo año, empezó a tomar lecciones de canto con la profesora y cantante lírica Vera Maria do Canto e Mello y empezó a cantar Lieder (canciones) en alemán, lo que despertó su interés en la lengua que todavía estudia hoy.
En febrero de 2016, se anunció que la cantante, junto con la banda Os Paralamas do Sucesso y los cantantes Nando Reis y Pitty, participarían en una gira promovida por el proyecto Nivea Viva!, El cual tiene lugar cada año y trae artistas en giras brasileñas. La serie de 7 espectáculos pagaría tributo al rock brasileño.

## Discografía

### Álbumes
| Título       | Detalles                                                                                                 |
| ------------ | --- |
| Paula Toller | - Lanzamiento: 1998 - Disquera: Warner Música - Formato: CD                                              |
| SóNós        | - Lanzamiento: 28 de junio de 2007 - Disquera: Warner Música - Formato: CD                               |
| Nosso        | - Lanzamiento: 2 de diciembre de 2008 - Disquera: Posto 9 Música - Formato: CD, DVD, la descarga digital |
| Transbordada | - Lanzamiento: 29 de diciembre de 2014 - Disquera: Som Livre - Formato: CD, la descarga digital          |

### Sencillos
| Año  | Título                      | Posiciones cumbres del gráfico | Posiciones cumbres del gráfico | Álbum        |
| Año  | Título                      | BRA                            | POR                            | Álbum        |
| ---- | --------------------------- | ------------------------------ | ------------------------------ | ------------ |
| 1998 | "Derretendo Satélites"      | 15                             | 55                             | Paula Toller |
| 1998 | "Me vuelo a la Luna"        | 44                             | —                              | Paula Toller |
| 1999 | "1800 Colinas"              | 25                             | 49                             | Paula Toller |
| 2000 | "Quem Tome Conta de Mim"    | 29                             | —                              |              |
| 2007 | "Barcelona 16"              | 17                             | 43                             | SóNós        |
| 2007 | "? (O Que É Que Eu Sou)"    | 37                             | —                              | SóNós        |
| 2008 | "Eu Quero ir Pra Rua"       | 30                             | —                              | SóNós        |
| 2008 | "Meu Amor se Mudou pra Lua" | 11                             | 45                             | Nosso        |
| 2009 | "Nada Por Mim"              | 1                              | 32                             | Nosso        |
| 2009 | "Saúde/Só Amor"             | 26                             | —                              | Nosso        |
| 2014 | "Calmaí"                    | 64                             | —                              | Transbordada |